# Un sogno troppo grande
Un sogno troppo grande (Dreamland) è un film drammatico diretto da Jason Matzner con Agnes Bruckner, Kelli Garner, Justin Long, John Corbett, Gina Gershon, Brian Klugman.

## Trama
Audrey e Calista sono due giovani amiche che vivono in un'area di case prefabbricate nel bel mezzo del deserto del New Mexico: la prima con il padre alcolizzato, l'altra con la stravagante e tatuatissima madre. Calista è dolce e sognatrice, ma le sue attese per il futuro sono complicate da una diagnosi di sclerosi multipla.